# Edward Steichen
Edward Steichen, ameriški fotograf in slikar, * 27. marec 1879, Bivange, Luksemburg, † 25. marec 1973, West Redding, Connecticut.
Steichen je najbolj znan po svoji fotografiji The Pond-Moonlight, ki jo je posnel leta 1904 in prikazuje mesečino, katere odsev je viden v ribniku. Zaradi posebnega postopka izdelave ima izgled barvne fotografije, čeprav je bila prva prava barvna fotografija narejena šele leta 1907. Njena cena je dosegla na dražbi leta 2006 do takrat najvišjo ceno za fotografijo v zgodovini, 2.928.000,00 ameriških dolarjev. Na ceno je vplivalo tudi dejstvo, da danes obstajajo samo trije znani originali, ki pa so zaradi ročnega postopka obdelave vsak po sebi original.